# 尼古拉·沃克罗尤
尼古拉·沃克罗尤（羅馬尼亞語：Nicolae Văcăroiu，發音：[nikoˈla.e vəkəˈroju]；1943年12月5日—），罗马尼亚政治人物，生于當時受納粹德國占領的烏克蘭西南部城市別爾哥羅德-德涅斯特羅夫斯基，社民党成员，曾任罗马尼亚总理，参议院议长，现任罗马尼亚帳務法院院長。
2007年4月19日罗马尼亚总统特拉扬·伯塞斯库遭罗马尼亚议会弹劾，沃克罗尤经议会选举和罗马尼亚宪法法院确认任命为临时总统。
| 前任： 特奥多尔·斯托洛然        | 罗马尼亚总理 1992年－1996年                        | 繼任： 维克托·乔尔贝亚    |
| 前任： 米尔恰·约内斯库-昆图斯   | 罗马尼亚参议院议长 2000年－2008年                  | 繼任： 杜魯.約翰.塔拉奇拉 |
| 前任： 特拉扬·伯塞斯库 （暂停） | 罗马尼亚总统 （临时） 2007年4月20日－2007年5月23日 | 繼任： 特拉扬·伯塞斯库    |